# Virtual Games
Pour plus de détails, voir Fiche technique et Distribution.
Virtual Games (Max Winslow and the House of Secrets) est un film américain réalisé par Sean Olson (en), sorti en 2019.

## Fiche technique
- Titre : Virtual Games
- Titre original : Max Winslow and the House of Secrets
- Réalisation : Sean Olson (en)
- Scénario : Jeff Wild
- Musique : Jason Brandt
- Montage : Sean Olson (en)
- Pays d'origine : États-Unis
- Format : Couleurs - 2,35:1
- Genre : science-fiction
- Durée : 98 minutes
- Date de sortie : 2019

## Distribution
- Chad Michael Murray (VFB : Nicolas Matthys) : Atticus Virtue
- Marina Sirtis (VFB : Myriam Thyrion) : H.A.V.E.N. (voix)
- Sydne Mikelle (VFB : Alayin Dubois) : Max Winslow
- Tanner Buchanan (VFB : Brieuc Lemaire) : Connor Lawson
- Jason Genao (VFB : Thibaut Delmotte) : Benny Carrasco
- Emery Kelly (VFB : Maxime Van Santfoort) : Aiden Ross
- Jade Chynoweth (VFB : Aaricia Dubois) : Sophia Peach
- Tyler Christopher (VFB : Franck Dacquin) : Wade Lawson
- Anton Starkman (VFB : Tim Belasri) : Ethan Winslow
- Candice Michele Barley (VFB : Esther Aflalo) : Tammy Lawson
- Chuck Meré (VFB : Karim Barras) : Will Winslow